# Anacamptorrhina corrusca
Anacamptorrhina corrusca är en skalbaggsart som beskrevs av Raffaello Gestro 1876. Anacamptorrhina corrusca ingår i släktet Anacamptorrhina och familjen Cetoniidae. Inga underarter finns listade i Catalogue of Life.